# Yamaha Pacifica
Yamaha Pacifica - nazwa serii gitar elektrycznych produkowanych przez firmę Yamaha.  Seria została zaprojektowana w Kalifornii, sklepie gitarowym Yamaha przez Richa Lasnera, który pracował z projektantem Leo Knappem. Początkowo gitary miały być przeznaczone jako projekt próbny, ale ostatecznie Yamaha postanowiła wyprodukować instrumenty. Produkcja okazała się wielkim sukcesem komercyjnym.

## Modele
Modele Pacifica zostały zaprojektowane na podstawie dwóch typów gitar: Fender Stratocaster i Fender Telecaster. Poza tymi dwoma podobieństwami różnią się tworzywem z którego zostały wykonane, sprzętem i elektroniką. Od grudnia 2009 roku można wyróżnić pięć modeli w produkcji.
Najlepiej  sprzedającymi się i najbardziej rozpoznawanymi modelami są PAC012 i PAC112. Model 112 jest produkowany z olchy i ma lakierowe wykończenie, ukazujące drewnianą powierzchnię.
Model PAC1511MS został sygnowany przez Mike'a Stern'a.